# Pont Séjourné
Die Pont Séjourné ist ein als Bogenbrücke ausgeführtes Eisenbahnviadukt der Ligne de Cerdagne über den Fluss Têt im französischen Département Pyrénées-Orientales.

## Geschichte
Von 1903 bis 1910 baute die Compagnie des chemins de fer du Midi unter der Leitung von Jules Lax eine meterspurige Eisenbahnlinie von Villefranche-de-Conflent nach Bourg-Madame. Für diese Strecke wurde in den Jahren 1907 und 1908 bei Kilometer 17,928 unter der Leitung von Paul Séjourné eine Bogenbrücke zur Überquerung der Têt errichtet.
Am 30. Dezember 1994 wurde die Brücke zum Monument historique erklärt.

## Bauweise
Die gemauerte Brücke hat eine Länge von insgesamt 217 Metern und verläuft geradlinig mit einer Steigung von 6 %.

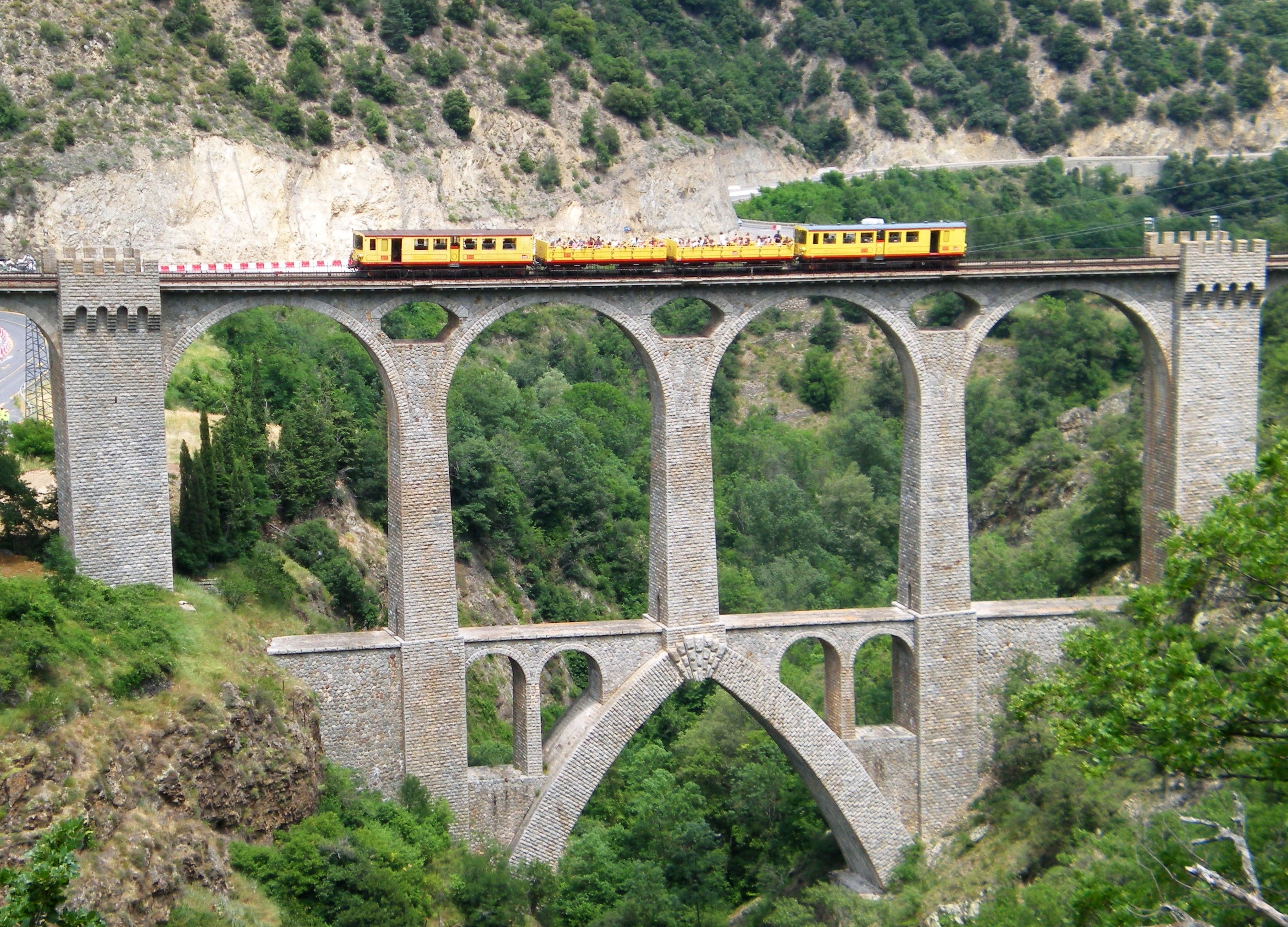
Mittelteil der Pont Séjourné

Der den Têt überspannende Zentralteil der Pont Séjourné umfasst zwei Ebenen und wird von als Widerlager dienenden Türmen flankiert. Diese Türme sind mit Überhängen und Zinnen verziert. Die untere Ebene der Brücke überspannt den Têt mittels eines gemauerten Bogens, auf dessen Schlussstein die mittlere Säule der oberen Ebene aufgesetzt ist.